# 戰功獎章
戰功獎章（俄语：Медаль «За боевые заслуги»）是蘇聯於1938年10月17日根据最高蘇維埃主席團頒令設立的一種軍事獎章，授予「在戰鬥中採取進取和大膽的行動,最終促成軍事之成功；勇敢地防禦國家邊界；在戰鬥和政治訓練中表現優異的蘇聯紅軍、紅海軍、內衛部隊及邊防部隊官兵」。

## 颁授
获得该奖章者需满足以下条件：
- 在战斗中的熟练、进取和勇敢的行动，为军事单位、小部队成功完成战斗任务做出了贡献
- 在保卫苏联国界时表现出的勇气
- 在战斗和政治训练、新军事装备的开发和保持军事单位及其下属单位的高度战备状态以及现役服役期间的其他卓越成就
- 指挥在与德国侵略者作战前线的战斗任务的模范表现

本奖章于1938年10月19日第一次授予，第一批获得者有168人。第一枚奖章获得者是列夫·瓦西里耶夫斯基，他以苏联内务人民委员部侦察和破坏小组工作人员的身份参与西班牙内战。
苏德战争之前共颁发了超过21000枚战功奖章。战争期间有超过300万人次获得本奖章。1944年6月4日起苏联最高苏维埃主席团决定根据服役时长来授予奖章，授予服役10年且没有犯错的軍人，1958年取消了这种按服役时长授奖的条例。
战功奖章应佩戴在左胸，排列在乌沙科夫奖章之后，纳希莫夫奖章之前。

## 设计
奖章为圆形，直径在31-32.5㎜之间，由925银制成。奖章的正面镶有宽1mm、高0.25mm的边框。奖章的背面是平的，1947年后颁发的奖章的背面有序列号。正面上方环绕有红色珐琅俄文“苏联”字样。中间有三行浮雕文字：ЗА БОЕВЫЕ ЗАСЛУГИ，意为战功。下方是步枪和刺刀的交叉图案。